# Bucanetes githagineus
Bucanetes githagineus là một loài chim trong họ Fringillidae.

## Phân loài
- B. g. amantum (Hartert, 1903)
- B. g. zedlitzi (Blyth, 1847)
- B. g. githagineus (Lichtenstein, 1823)
- B. g. crassirostris (Neumann, 1907)

## Hình ảnh

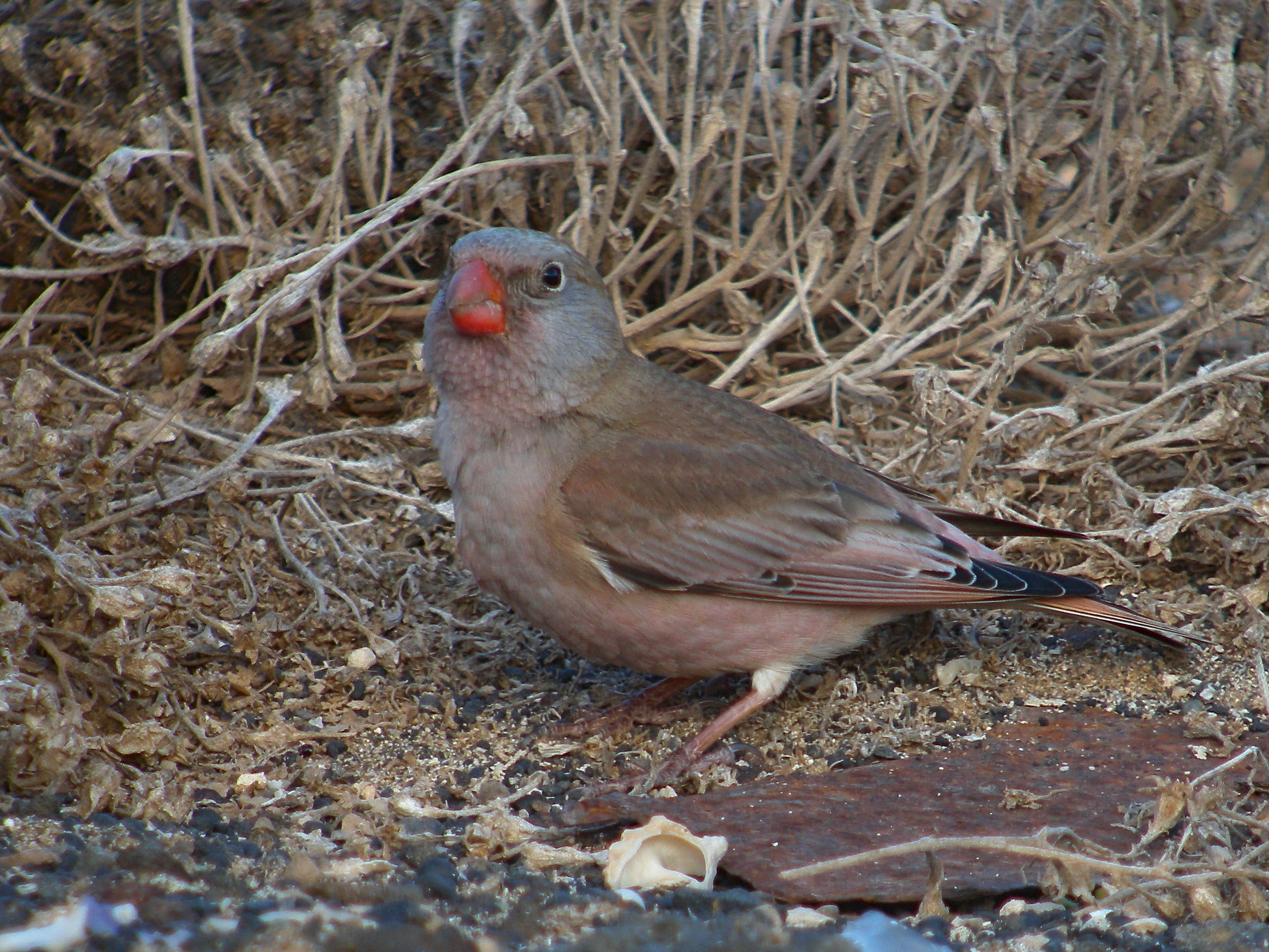
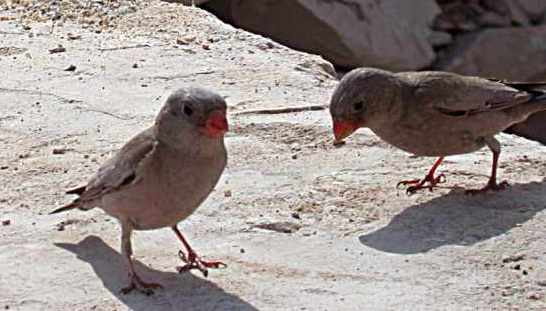
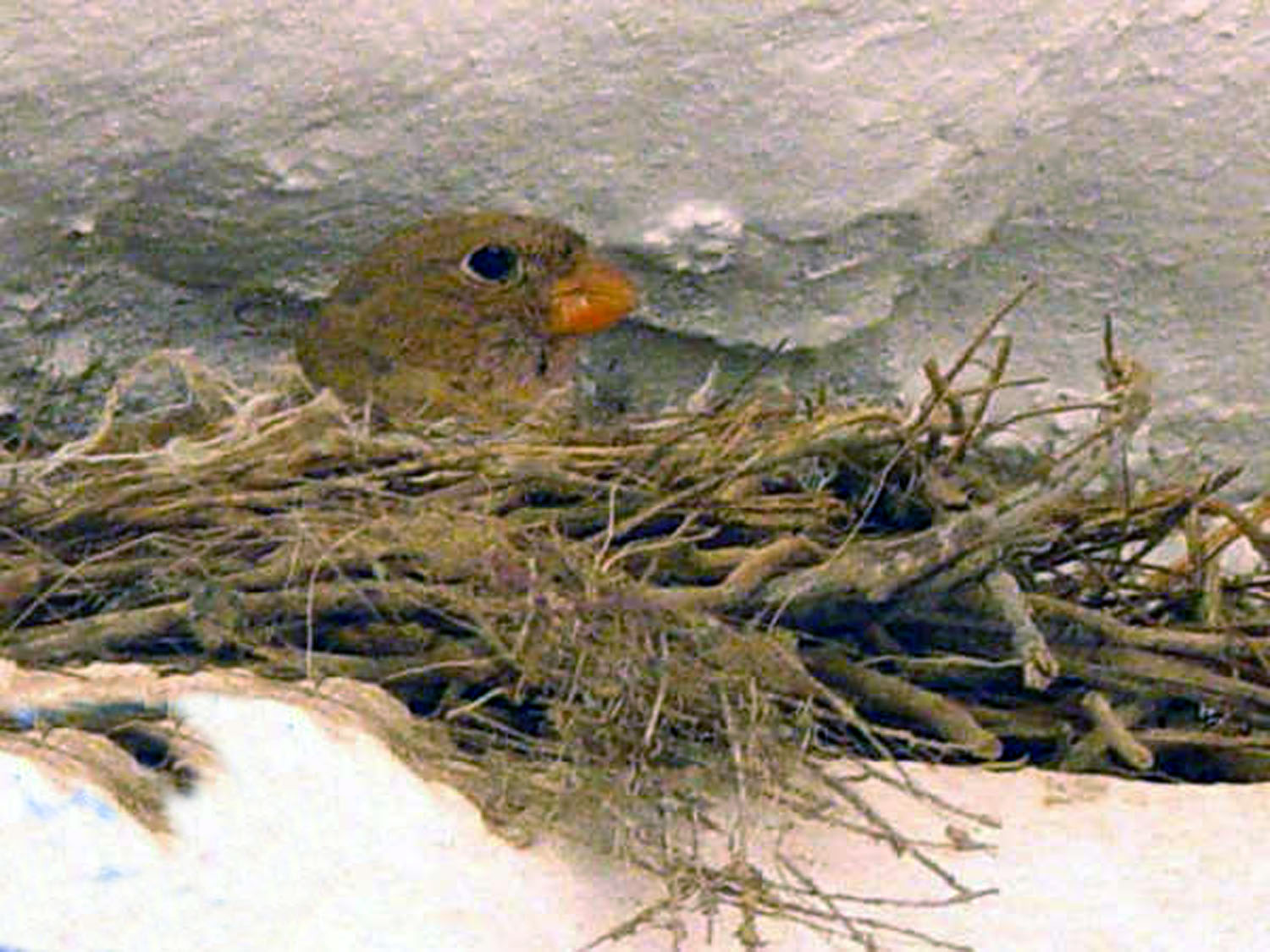

## Tham khảo

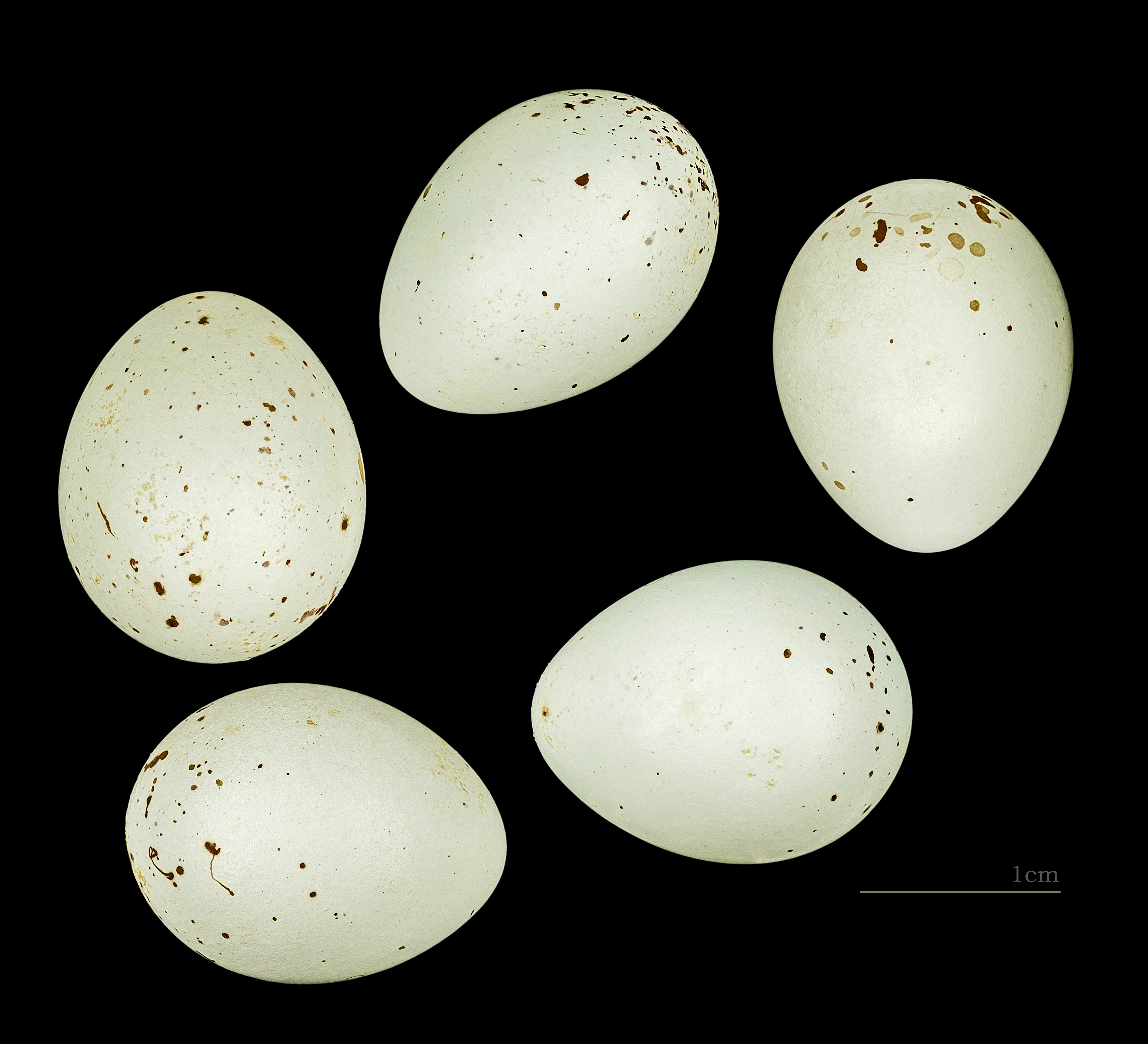
Trứng loài Bucanetes githagineus amantum